# 法国民主联盟
法國民主聯盟（法語：Union pour la démocratie française，缩写为）是法國历史上的一个中間偏右自由主義政黨。

## 歷史
它成立於1978年。它聯合了幾個更小的黨，譬如激進黨、共和黨（後來改名為民主自由黨）和社會民主人士中心，組成中間派選舉聯盟，來支持法國總統瓦勒里·季斯卡·德斯坦。可是，後來只剩下社會民主人士中心，因為當時民主自由黨及激進黨背叛了前總理、右派的共和聯盟領袖雅克·希拉克。
2006年，法國民主聯盟的最後一任領袖就是弗朗索瓦·贝鲁。
法國民主聯盟的最明顯的政治特徵是它是傾向於歐洲聯邦制，有意推動歐盟進一步形成歐洲合眾國。在這方面，法國民主聯盟曾有可能成了雅克·希拉克在1978年的科欽上訴的目標，他譴責「外國人黨派」贊成歐洲的政策。
自從1978年成立以來，法國民主聯盟難以與更大的右翼政黨保衛共和聯盟和它的繼承者人民運動聯盟組成一個安穩的右翼聯盟，雖然某些成員加入了左派弗朗索瓦·密特朗總統領導的內閣作為部長。儘管如此，他們在社會黨執政的時期是反對黨。1986年勝出國民議會選舉後，和右翼的共和聯盟組成執政聯盟。1993年右派以絕對多數勝出國民議會選舉後，其和共和聯盟成為執政聯盟。
2002年，法國民主聯盟向中間偏右的路線拓展意識形態。它的成員特徵就是聯合所有中右派或者雅克·希拉克的支持者。它所支持的經濟政策常常向左派傾斜，由社會正義到自由放任經濟。這樣分歧帶領民主自由黨的自由放任提倡者，譬如法國國民議會議員馬德林，在1998年5月16日退出法國民主聯盟。其社會政策從克丽丝蒂娜·布丹提倡的保守主義橫跨到更加寬宏的立場。布丹在反同性戀的民間聯盟是很著名，因為她在2001年由法國民主聯盟所舉辦的「共和社會論壇」的表現和她的保守立場而被驅逐出黨。
自從由雅克·希拉克所支持的右派總統多數派聯盟在2002年法國總統選舉勝利後成立以來，右派在國民議會取得絕對多數後，很多法國民主聯盟的領袖開始加入新成立的右派執政黨人民運動聯盟，剩下來的弗朗索瓦·贝鲁更形孤立。而黨內的指標性代表人物，包括當年法國民主聯盟所支持的總統瓦勒里·季斯卡·德斯坦本人，也加入了人民運動聯盟。當一個夥伴在拉法蘭內閣時候，雖然法國民主聯盟有時批評了法國政府的政策，但是並沒有希望放棄總統多數派聯盟而加入反對派陣營（主要是左派社會黨領導的聯盟）。結果為了保著吉勒·德罗宾，法國民主聯盟在2004年3月31日，正值右派在議會內仍佔大多數時候，離開了內閣，並改組內閣。
2004年，法國民主聯盟與義大利的左派聯盟「雛菊會」一起，是歐洲民主黨的其中一個創建人。在2006年1月28至29日，里昂召開的黨大會，91%的成員投票保留法國民主聯盟在總統多數派聯盟內的獨立地位和變換它成為一個獨立溫和的黨派。這個新取向意味著法國民主聯盟將是一個社會自由主義的政黨。其目的會在社會自由主義和保守主義的政策之間作出平衡，但仍然反對社會黨及左派聯盟。
2007年，弗朗索瓦·贝鲁解散法国民主联盟，另組名為「民主運動」的新政黨。不少前成員加入薩科齊領導的人民運動聯盟。2017年，弗朗索瓦·貝魯所領導的民主運動並未派出自黨候選人，而是支持埃瑪紐耶爾·馬克宏，最後馬克宏當選為法國總統。

## 外部連結
- 官方網站